# Kjetil Jansrud
Kjetil Jansrud (Stavanger, Norveška, 28. kolovoza 1985.) umirovljeni je norveški alpski skijaš. 
Najbolje rezultate ostvario je u brzim disciplinama. Ukupno je ostvario 23 pobjede u svjetskom kupu. Vlasnik je četiriju malih kristalnih globusa (superveleslalom 2015., 2017., 2018., i spust 2015.).

## Pobjede u Svjetskom kupu
23 pobjede (13 u superveleslalomu, 8 u spustu, 1 u super kombinaciji, 1 u paralelnom veleslalomu).
| Datum              | Mjesto održavanja | Disciplina           |
| ------------------ | ----------------- | -------------------- |
| 4. ožujka 2012.    | Kvitfjell         | superveleslalom      |
| 24. veljače 2014.  | Kvitfjell         | spust                |
| 2. ožujka 2014.    | Kvitfjell         | superveleslalom      |
| 29. studenog 2014. | Lake Louise       | spust                |
| 30. studenog 2014. | Lake Louise       | superveleslalom      |
| 5. prosinca 2014.  | Beaver Creek      | spust                |
| 20. prosinca 2014. | Val Gardena       | superveleslalom      |
| 25. siječnja 2015. | Kitzbühel         | spust                |
| 8. ožujka 2015.    | Kvitfjell         | superveleslalom      |
| 18. ožujka 2015.   | Méribel           | spust                |
| 21. prosinca 2015. | Alta Badia        | paralelni veleslalom |
| 16. siječnja 2016. | Wengen            | super kombinacija    |
| 6. veljače 2016.   | Jeongseon         | spust                |
| 13. ožujka 2016.   | Kvitfjell         | superveleslalom      |
| 2. prosinca 2016.  | Val-d'Isère       | superveleslalom      |
| 3. prosinca 2016.  | Val-d'Isère       | spust                |
| 16. prosinca 2016. | Val Gardena       | superveleslalom      |
| 27. prosinca 2016. | Santa Caterina    | superveleslalom      |
| 25. veljače 2017.  | Kvitfjell         | spust                |
| 26. studenog 2017. | Lake Louise       | superveleslalom      |
| 11. ožujka 2018.   | Kvitfjell         | superveleslalom      |
| 25. studenog 2018. | Lake Louise       | superveleslalom      |

## Olimpijski rezultati
| Godina | Starost | Slalom | Veleslalom   | Superveleslalom | Spust | Kombinacija |
| ------ | ------- | ------ | ------------ | --------------- | ----- | ----------- |
| 2006.  | 20      | —      | nije završio | —               | —     | 10.         |
| 2010.  | 24      | 17.    | 2.           | 12.             | 31.   | 9.          |
| 2014.  | 28      | —      | nije završio | 1.              | 3.    | 4.          |
| 2018.  | 32      | —      | nije završio | 3.              | 2.    | 7.          |

## Svjetska prvenstva
| Godina | Starost | Slalom                  | Veleslalom              | Superveleslalom         | Spust                   | Kombinacija             |
| ------ | ------- | ----------------------- | ----------------------- | ----------------------- | ----------------------- | ----------------------- |
| 2005.  | 19      | nije završio            | —                       | —                       | —                       | —                       |
| 2007.  | 21      | Ozljeđen: nije nastupio | Ozljeđen: nije nastupio | Ozljeđen: nije nastupio | Ozljeđen: nije nastupio | Ozljeđen: nije nastupio |
| 2009.  | 23      | nije završio            | nije završio            | nije završio            | —                       | 9.                      |
| 2011.  | 25      | nije završio            | 5.                      | nije završio            | —                       | 10.                     |
| 2013.  | 27      | —                       | —                       | nije završio            | —                       | —                       |
| 2015.  | 29      | —                       | —                       | 4.                      | 15.                     | 2.                      |
| 2017.  | 31      | —                       | —                       | 2.                      | 4.                      | nije završio            |
| 2019.  | 33      | —                       | —                       | 22.                     | 1.                      | —                       |

## Vanjske poveznice
- Službena stranica  Arhivirana inačica izvorne stranice od 25. veljače 2014. (Wayback Machine)
- FIS-ova statistika